# Weiningers Nacht
Weiningers Nacht ist ein Theaterstück des israelischen Schriftstellers Joshua Sobol über den österreichischen Philosophen und Frauenhasser Otto Weininger (1880–1903).

## Inhalt
Das Stück behandelt das Leben des österreichischen jüdischen Philosophen Otto Weininger, der durch sein Werk Geschlecht und Charakter berühmt wurde sowie durch seinen Suizid, den der erst Dreiundzwanzigjährige in Beethovens Sterbehaus in Wien verübte. Es spielt am 4. Oktober 1903, in Weiningers letzter Nacht in der Wiener Schwarzspanierstrasse.
Die Szenen skizzieren Weiningers Leben im Rückblick der letzten Sekunden völliger Einsamkeit, im Augenblick des Schusses, im Moment zwischen Leben und Tod: Vor dem Auge Weiningers tauchen die Gestalten der Kindheit, Vater Leopold und Mutter Adelheid, die Begleiter der Studienzeit, Freunde, Lehrer und Geliebte und die Idole und Konkurrenten der Geisteswelt, Sigmund Freud, August Strindberg und der Kritiker Möbius auf, um ihn in einem mörderischen Reigen dem Tod in die Arme zu treiben. Zeremonienmeister dieser spektakulären Hatz ist Weiningers Doppelgänger (gespielt von einer Frau), der sein Alter Ego vor das unlösbare Problem der Selbstfindung stellt und schließlich mit ihm zusammen untergeht.

## Wirkungsgeschichte
Mit „The Soul of a Jew“ („Weiningers Nacht“) begann 1983 Joshua Sobols internationale Karriere als Dramatiker. Die Uraufführung am Theater in Haifa im Oktober 1982 mit Doron Tavori in der Titelrolle wurde zur Eröffnung des Edinburgh Festivals 1983 eingeladen und dort mit dem  Kritikerpreis ausgezeichnet. Die deutsche Erstaufführung fand 1985 am Düsseldorfer Schauspielhaus (mit Ulrich Matthes) in der Regie von Kitty Buchhammer statt; Karl Welunschek inszenierte die österreichische Erstaufführung 1986 im Wiener Künstlerhaus für die Wiener Festwochen mit Bernhard Schir, Vera Borek, Julia Stemberger und Toni Böhm. Peter Zadek brachte das Stück 1986 ans Hamburger Schauspielhaus (Regie: Jaroslav Chundela, Bühne: Johannes Grützke, mit Paulus Manker als Weininger), eine Wiener Fassung kam 1988 unter der Regie von Paulus Manker mit Manker (Otto), Hilde Sochor (Mutter/Hausmeisterin), Andrea Eckert (Clara), Josefin Platt (Doppelgänger), Sieghardt Rupp (Vater/Freud), Hermann Schmid (August Strindberg) am Wiener Volkstheater heraus. Diese Aufführung wurde 1988 verfilmt.
Pressestimmen:
- Nach mehr als drei Stunden großer, krasser, vollgepackter Psychoanalyse-Revue tobte das Publikum vor Begeisterung. (Die Presse, Wien)
- Spannenderes hat die Theaterstadt Wien in diesem Herbst nicht anzubieten. Das ist die unglaubliche Wahrheit über Joshua Sobols Besinnungs-Reißer "Weiningers Nacht" am Wiener Volkstheater. Schauspieler wie Paulus Manker sind selten: Perfektion und Selbstentäußerung, Leidenschaft und Ironie, sprachliche Brillanz und körperlicher Einsatz an den Grenzen der Selbstverstümmelung. Auch was sich um Manker zuträgt, ist von erster Güte: Josefin Platt als zweites, weibliches Ich; Sieghardt Rupp als Sigmund Freud; Hermann Schmid mit einer fulminanten Verwandlungsnummer; Hilde Sochor, im Leben wie auf der Bühne Mankers Mutter; dazu Andrea Eckert, Peter Faerber und Werner Prinz. Das Publikum raste fünfzehn Minuten lang. (Kronenzeitung, Wien)
- Eine Vorstellung, die exzessiv, vielleicht sogar exhibitionistisch ist. Das Wiener Bühnenauftreten eines Schauspielers, der von diesem Abend an ganz gewiß zu den großen Theaterpersönlichkeiten der Wiener Szene gezählt werden darf. Paulus Manker hat sich und seinen Partnern in der Aufführung nichts geschenkt. Er hat an körperlichem Einsatz, an Sprachintensität und auch an Selbstentäußerung alles von sich und seinen Partnern verlangt. Von Josefin Platt, Hilde Sochor, Hermann Schmid, Sieghardt Rupp, von Künstlern, die an diesem Abend über sich selbst hinausgewachsen sind. (Karl Löbl, ORF)
- Einem ähnlich sinnlich und intellektuell aufregenden, aufklärerischen, fantastischen Film begegnet man selten (Simone Mahrenholz, Der Tagesspiegel, Berlin)
- Der Regisseur, der auch die Hauptrolle spielt, nutzt den engen Bühnenraum mit extremen Kamerapositionen und effektvollen Großaufnahmen zu einem Totentanz eines neurotischen Wissenschaftlers, der den frauen- und menschenfeindlichen Zeitgeist entlarvt, der zum Nährboden des Faschismus wurde (filmlexikon.de)

## Der Autor über das Werk
„Sieht man Weiningers Fall, auch den historischen, dann versteht man, dass es keinen Haß gibt ohne ein starkes Element von Selbsthass. Und der führt zur Selbstzerstörung. - Ich denke, wenn die Deutschen verstehen, was mit ihnen in der Nazi-Zeit passierte, dann müßte ihnen klar werden, dass sie über die Judenverfolgung auch sich selbst zerstörten.“ (Der Autor Joshua Sobol über das Stück)